# برترام جکسون
برترام جکسون (انگلیسی: Bertram Jackson; ۱۸۸۲ – ۱۹۴۰) بازیکن فوتبال اهل بریتانیا بود.
از باشگاه‌هایی که در آن بازی کرده‌است می‌توان به باشگاه فوتبال منچستر سیتی اشاره کرد.